# Königsberg (Biebertal)
Königsberg ist ein Ortsteil der Gemeinde Biebertal im mittelhessischen Landkreis Gießen.

## Geografische Lage
Königsberg liegt im Gleiberger Land. Auf einem Diabasfelsen erbaut, ist es der höchstgelegene Ortsteil der Gemeinde. Nahe bei Königsberg entspringen zwei rechte Nebenflüsse der Lahn, der Bieber-Quellfluss Strupbach im Norden und der unmittelbare Zufluss Schwalbenbach im Süden.

## Geschichte

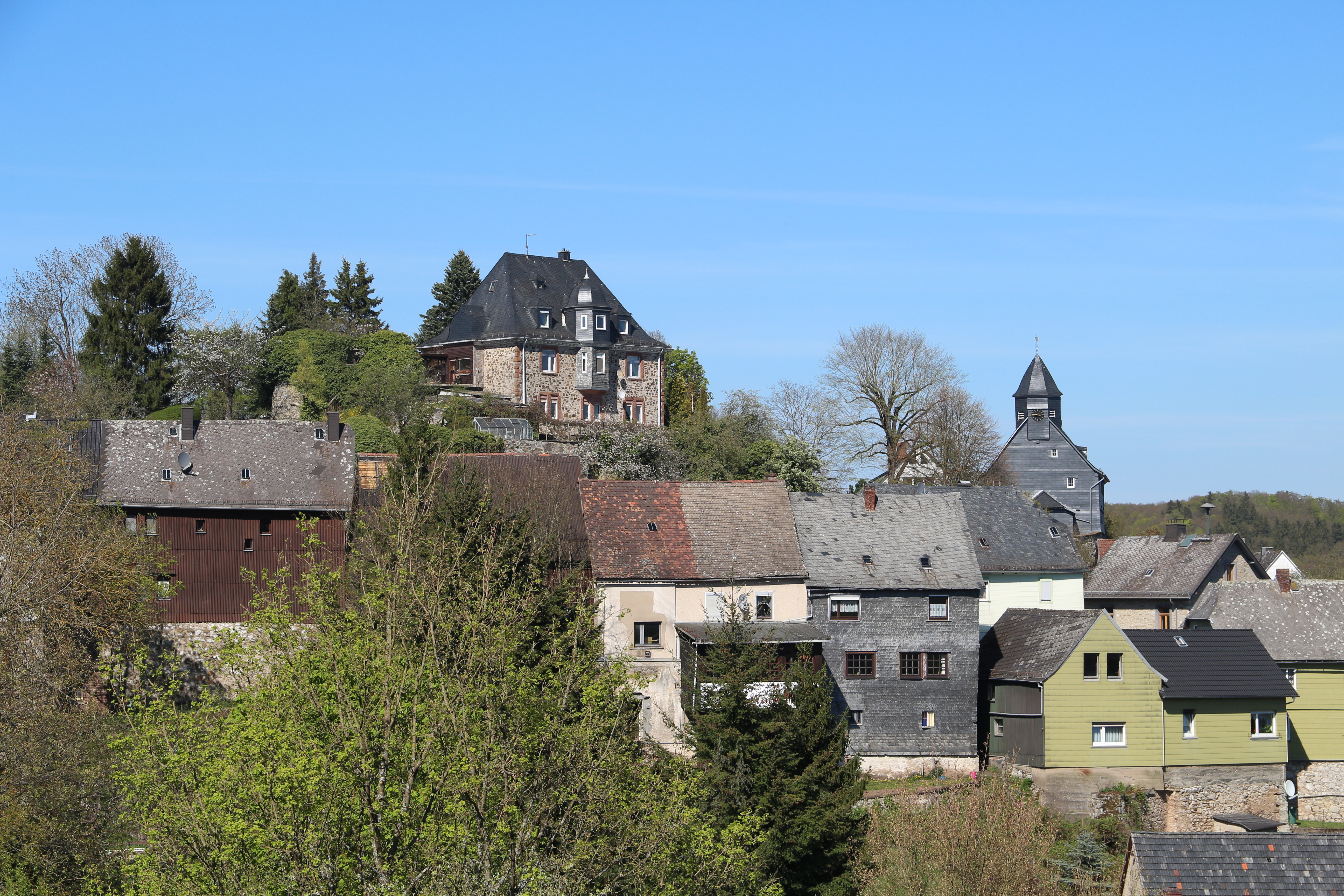
Das auf den Grundmauern der ehem. Burg errichtete „Schloss“ und rechts davon die evangelische Kirche prägen das Ortsbild

Laut mündlicher Überlieferung ist Königsberg sehr alt. Demnach soll der fränkische König Childerich I. hier bereits um das Jahr 450 eine Grenzfestung gegen die Alemannen erbaut haben, doch ist dies durch nichts belegt. Bei Zufallsgrabungen auf der alten Mark, einem Bereich des Schlossbergs, wurden in den 1930er Jahren unter schweren Schieferplatten Tonscherben gefunden, deren Form auf Urnenreste hindeuteten, so dass dort alte Gräber vermutet werden, die vielleicht schon auf die Zeit der Urnenfelderkultur zurückgehen könnten.
Die älteste bekannte schriftliche Erwähnung des Orts erfolgte im Jahr 1257, als sich Graf Reimbold von Solms nach seiner Residenz von Cunigesberg nannte, doch schon vorher spielte das Gebiet um Königsberg eine wichtige Rolle in der Frühgeschichte des Hauses Solms. So war die Königsberger Gemarkung Teil der 788 erstmals erwähnten Mark Bensburg, die seit dem Frühmittelalter Allod des Hauses Solms war. In der gleichnamigen ausgegangenen Hofsiedlung Bensburg in einem Talgrund unterhalb Königsbergs wird ein Stammsitz des Hauses Solms vermutet. Im 13. Jahrhundert war Königsberg dann Sitz der Linie Solms-Königsberg, die auf der vermutlich um 1240 errichteten Burg Königsberg residierte.
Anhaltende Differenzen mit den verwandten Linien Solms-Braunfels und Solms-Burgsolms führten dazu, dass die Grafen von Solms-Königsberg sich den Landgrafen von Hessen annäherten, während die mit Hessen verfeindeten Grafen von Solms-Braunfels und Solms-Burgsolms in unmittelbarer Nähe von Königsberg eine neue Burg namens Hohensolms als Gegengewicht zu der unter hessischen Einfluss geratenen Burg Königsberg errichteten. 1350 verkaufte Graf Philipp von Solms-Königsberg die Herrschaft Königsberg dann ganz an Landgraf Heinrich II. von Hessen. Da Philipps Land aufgrund der solmsischen Hausgesetze jedoch gemeinsames Eigentum aller Solmser Linien war, führte dieser Verkauf zu neuen Konflikten zwischen Hessen einerseits sowie Solms-Braunfels und Solms-Burgsolms andererseits. Es kam zum Kampf. Der Landgraf siegte und die Solmser mussten den Landgrafen 1351 als Ganerben ihrer Grafschaft anerkennen.

### Amt Königsberg
In den folgenden Jahrhunderten war das Gebiet ein von Hessen und Solms gemeinsam verwalteter Amtsbezirk, ein sogenanntes Kondominat, dessen zentrale Orte auf hessischer Seite Burg und Tal Königsberg und auf solmsischer Seite Burg und Tal Hohensolms waren. Königsberg war seitdem der Sitz hessischer Burgmänner und Beamter (Amtmänner, Rentmeister, Förster etc.), die von den Landgrafen zur Verwaltung des Gebiets eingesetzt wurden. Der erste Amtmann ist 1368 mit Volpert Hose nachweisbar. Im Burgbereich waren zeitweise die Familien von Buseck, genannt Mönch, begütert. Neben der Kirche befanden sich mehrere Hofstätten, die u. a. im Besitz der Familien von Riedesel und von Bellersheim waren.
Zum Kondominat Königsberg/Hohensolms gehörten neben den beiden Tälern Königsberg und Hohensolms die unter der Leibeigenschaft stehenden Amtsortschaften Ahrdt, Altenkirchen, Altenstädten, Bellersdorf, Bermoll, Bischoffen, Blasbach, Erda, Frankenbach, Mudersbach. Naunheim, Niederweidbach, Oberlemp, Oberweidbach, Roßbach, Waldgirmes und Wilsbach.
1629 wurde das bisher gemeinschaftlich verwaltete Amt Königsberg/Hohensolms zwischen Solms und Hessen aufgeteilt. Das nunmehr rein hessische Amt Königsberg umfasste seitdem nur noch die Orte Bischoffen, Frankenbach, Hermannstein, Königsberg, Naunheim, Niederweidbach, Oberweidbach, Roßbach, Waldgirmes und Wilsbach.
1821 erfolgte die Auflösung des Amtes Königsberg. Nach der Auflösung hatte eine Oberförsterei ihren Sitz auf dem Schloss. Als diese einige Jahre später nach Heuchelheim verlegt wurde, war kein weltlicher Beamter mehr im Ort. Dem politischen Bedeutungsverlust im 19. Jahrhundert folgte ein wirtschaftlicher Niedergang, der zu großer Armut führte.
Nach dem preußisch-österreichischen Krieg 1866 kam Königsberg an Preußen und wurde dem Kreis Biedenkopf zugeteilt. Dieser Zustand, der für die Bevölkerung wegen der weiten Entfernung zur Kreisstadt sehr unbefriedigend war, änderte sich erst 1932, als Königsberg zum Kreis Wetzlar kam. Gleichzeitig wurden Teile von Bieber und Hof Haina, die bis dahin zu Königsberg gehört hatten, nach Rodheim eingemeindet. 1970 wurde Königsberg dann Teil der Großgemeinde Biebertal. Es gehört heute zum Kreis Gießen.

### Tal und Stadt Königsberg
Vermutlich im Anschluss an die Burg entstand die Siedlung, die in den älteren Urkunden zumeist als Tal bezeichnet wird. Schon der Burgfrieden von 1353 bezog sich auf das Schloss und das Tal. Eine offizielle Verleihung der Stadtrechte ist nicht bekannt, doch bildete das Tal zunehmend einen städtischen Charakter heraus, so dass Königsberg etwa ab 1500 als Stadt angesehen wurde. Dies beinhaltete auch ein eigenes Gericht. 1569 bestand es aus acht Schöffen und einem Schultheißen. Seine Zuständigkeit erstreckte sich auf einfache Vergehen. Angehende Bürger mussten dem Landgrafen vor dem Gericht einen Bürgereid schwören und das Ortsbürgergeld entrichten. Letztlich jedoch erlangte Königsberg, das weder Münz- noch Marktrecht besaß, nie die Rolle eines städtischen Zentrums, sondern hatte für die ihm zugeordneten Amtsortschaften nur in verwaltungstechnischer Hinsicht eine zentrale Bedeutung. Die Stadtrechte bestanden offiziell noch bis 1929.
Das frühneuzeitliche Königsberg war von einer wehrhaften Mauer mit Türmen und zwei Toren umgeben. Der heute noch bestehende, rund zehn Meter hohe Altemarksturm sicherte das nordwestliche Tor im Obertal. Verschwunden ist hingegen der Bollwer-Turm (von Bollwerk), der einst das frühere Untertor im Untertal schützte und 1957 abgebrochen wurde.
Im Dreißigjährigen Krieg wurde Königsberg im Juni 1647 im Verlauf des Hessenkrieges von niederhessischen Truppen unter dem Befehl von Kaspar Kornelius Mortaigne de Potelles vom Altengraben aus mit Geschützen beschossen, erobert und zerstört. Dem Angriff, der in erster Linie der mittelalterlichen Burg gegolten hatte, fielen auch die Kirche, die Stadtmauer und ein großer Teil der Häuser zum Opfer. Der anschließende Wiederaufbau fand wohl vorrangig unter dem Gesichtspunkt der Zweckmäßigkeit statt. So bestand die aus Kalksandsteinen errichtete neue Schlossanlage, die fortan in erster Linie Verwaltungsfunktionen genügen musste, neben einem großen Amtshaus vor allem aus Scheunen, Schweineställen, einem Fruchtspeicher, Hof und Gärten sowie verschiedenen vom Vorgängerbau übriggebliebenen Mauer- und Turmresten.
Im Siebenjährigen Krieg hatte Königsberg wiederholt unter Einquartierungen zu leiden. Im November 1759 etwa quartierte sich ein Bataillon von 300 Mann alliierter Truppen ein, die in der Königsberger Chronik als Bergschotten bezeichnet werden, „so fast am Unterleib nackend gingen, außer daß sie schlechte Schuhe und kurze bunte Strümpfe anhatten. Sie blieben bis zum 11. November da und hatten ihr Wachthaus in der Schule auf dem Rathaus.“ Die Einwohner Königsbergs hatten im Siebenjährigen Krieg unter Plünderungen, Fouragelieferungen sowie eingeschleppten Krankheiten zu leiden. So starben 1759 in Königsberg 44 Personen an den Urschlichten oder Kinderblattern und der Roten Ruhr sowie im Jahr 1760 43 Personen am hitzigen Flussfieber. Zudem herrschte eine große Teuerung. 
Desgleichen in den Koalitionskriegen. Vermutlich 1796 rückten Franzosen unter dem Kommando von General François-Joseph Lefebvre von Altenkirchen heran. Der damalige Pfarrer und Inspektor Bähr entbot alle Angehörigen der Inspektion zu einem Bittgottesdienst nach Königsberg und ließ die Leute Ein feste Burg ist unser Gott singen. Alles blieb auf, um sich nötigenfalls zur Wehr zu setzen. Als Lefebvre ins Dorf ritt und fragte, warum die Leute noch wach seien, gebrauchte man einen Vorwand und er zog weiter. Als er später die Wahrheit erfuhr, wollte er Königsberg anzünden, was nur auf fußfälliges Bitten eines Bürgers namens Siebmann in Wetzlar unterblieb.
In den Befreiungskriegen hatte der Ort vor allem unter Einquartierungen zu leiden. So lagen 1813 immerhin 1800 Preußen und Russen in Königsberg.
Im Ersten Weltkrieg hatte der Ort 16, im Zweiten Weltkrieg 25 Tote und Vermisste zu beklagen. 1944 stürzte beim heutigen Wochenendgebiet ein britischer Bomber ab, wobei bis auf einen Flieger die gesamte Besatzung ums Leben kam.
Im Zuge der Gebietsreform in Hessen fusionierte die selbstständige Gemeinde Königsberg (Landkreis Wetzlar) am 1. Dezember 1970 freiwillig mit den Gemeinden Fellingshausen, Krumbach, Rodheim-Bieber und Vetzberg zur neuen Großgemeinde Biebertal. Für Königsberg wurde wie für alle ehemals eigenständigen Gemeinden ein Ortsbezirk mit Ortsbeirat und Ortsvorsteher eingerichtet. Der Sitz der Gemeindeverwaltung wurde Rodheim-Bieber.

### Historisches Wappen

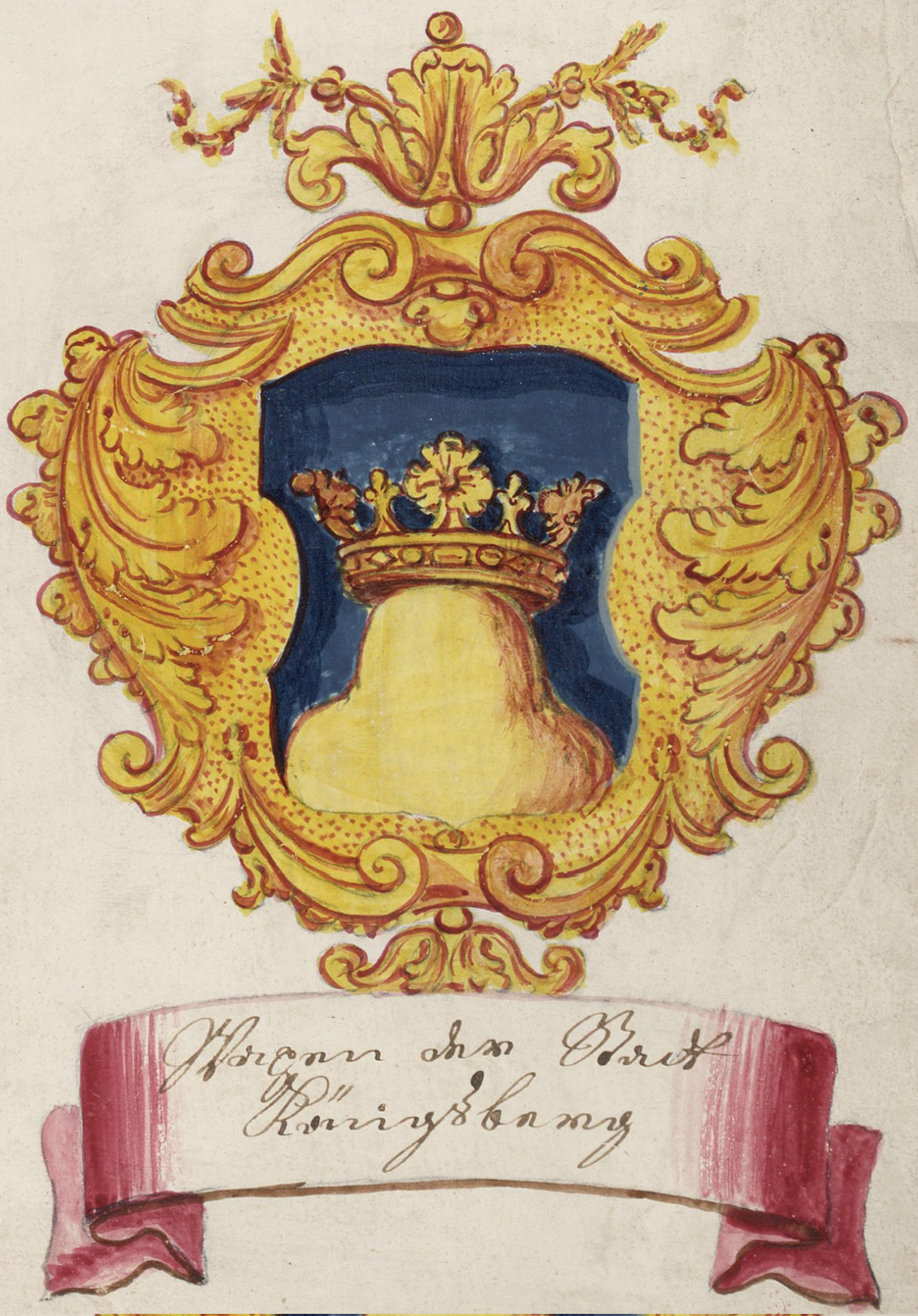
Wappen der früheren Stadt Königsberg in Hessen, 1724

Schon früh besaß Königsberg ein eigenes Wappen. Erstmals belegt ist es im Jahr 1577, als Landgraf Wilhelm IV. es zusammen mit den Wappen der übrigen hessischen Städte im Triumph- und Wappensaal seines Schlosses in Rotenburg an der Fulda anbringen ließ. Leider existiert der entsprechende Teil des Rotenburger Schlosses nicht mehr. Der erste bildliche Nachweis des Wappens stammt aus dem Hessischen Wappenbuch von Wilhelm Wessel aus dem Jahr 1621. Das Wappen zeigt einen goldenen Dreiberg mit goldener Krone auf blauem Grund. Während die Krone wohl auf den Namensbestandteil Königs und der Dreiberg auf die topographischen Verhältnisse vor Ort verweisen, greifen die Farben Blau und Gelb (= Gold) vermutlich die Farben des Hauses Solms auf, aus deren Besitz die Herrschaft Königsberg stammte.

### Verwaltungsgeschichte im Überblick
Die folgende Liste zeigt die Staaten und Verwaltungseinheiten, denen Königsberg angehört(e):
- vor 1357: Heiliges Römisches Reich, Grafen von Solms
- ab 1357: Heiliges Römisches Reich, Landgrafschaft Hessen und Hohensolms gemeinschaftlich, Amt Königsberg
- ab 1567: Heiliges Römisches Reich, Landgrafschaft Hessen-Marburg und Hohensolms gemeinschaftlich, Amt Königsberg[9]
- 1604–1648: Heiliges Römisches Reich, strittig zwischen Landgrafschaft Hessen-Darmstadt und Landgrafschaft Hessen-Kassel (Hessenkrieg)
- ab 1627: Heiliges Römisches Reich, Landgrafschaft Hessen-Darmstadt und Hohensolms gemeinschaftlich, Amt Königsberg
- ab 1629: Heiliges Römisches Reich, Landgrafschaft Hessen-Darmstadt, Amt Königsberg[10]
- 1787: Heiliges Römisches Reich, Landgrafschaft Hessen-Darmstadt, Oberfürstentum Hessen, Amt Königsberg[11]
- ab 1806: Großherzogtum Hessen,[Anm. 2] Fürstentum Oberhessen, Amt Königsberg[12][13]
- ab 1815: Großherzogtum Hessen, Provinz Oberhessen, Amt Königsberg[14]
- ab 1821: Großherzogtum Hessen, Provinz Oberhessen, Landratsbezirk Gießen[Anm. 3]
- ab 1832: Großherzogtum Hessen, Provinz Oberhessen, Kreis Gießen
- ab 1848: Großherzogtum Hessen, Regierungsbezirk Gießen
- ab 1852: Großherzogtum Hessen, Provinz Oberhessen, Kreis Gießen
- ab 1867: Norddeutscher Bund,[Anm. 4] Königreich Preußen,[Anm. 5] Provinz Hessen-Nassau, Regierungsbezirk Wiesbaden, Kreis Biedenkopf (übergangsweise Hinterlandkreis)[10]
- ab 1871: Deutsches Reich, Königreich Preußen, Provinz Hessen-Nassau, Regierungsbezirk Wiesbaden, Kreis Biedenkopf
- ab 1918: Deutsches Reich (Weimarer Republik), Freistaat Preußen, Provinz Hessen-Nassau, Regierungsbezirk Wiesbaden, Kreis Biedenkopf
- ab 1932: Deutsches Reich, Freistaat Preußen, Provinz Hessen-Nassau, Regierungsbezirk Wiesbaden, Kreis Wetzlar
- ab 1944: Deutsches Reich, Freistaat Preußen, Provinz Nassau, Landkreis Wetzlar
- ab 1945: Amerikanische Besatzungszone,[Anm. 6] Groß-Hessen, Regierungsbezirk Wiesbaden, Landkreis Wetzlar
- ab 1946: Amerikanische Besatzungszone, Hessen, Regierungsbezirk Wiesbaden, Landkreis Wetzlar
- ab 1949: Bundesrepublik Deutschland, Hessen, Regierungsbezirk Wiesbaden, Landkreis Wetzlar
- ab 1968: Bundesrepublik Deutschland, Hessen, Regierungsbezirk Darmstadt, Landkreis Wetzlar
- ab 1970: Bundesrepublik Deutschland, Land Hessen, Regierungsbezirk Darmstadt, Kreis Wetzlar, Gemeinde Biebertal[Anm. 7]
- ab 1977: Bundesrepublik Deutschland, Land Hessen, Regierungsbezirk Darmstadt, Lahn-Dill-Kreis, Gemeinde Biebertal
- ab 1979: Bundesrepublik Deutschland, Land Hessen, Regierungsbezirk Darmstadt, Landkreis Gießen, Gemeinde Biebertal
- ab 1981: Bundesrepublik Deutschland, Land Hessen, Regierungsbezirk Gießen, Landkreis Gießen, Gemeinde Biebertal

### Gerichte seit 1803
In der Landgrafschaft Hessen-Darmstadt wurde mit Ausführungsverordnung vom 9. Dezember 1803 das Gerichtswesen neu organisiert. Für das Fürstentum Oberhessen (ab 1815 Provinz Oberhessen) wurde das „Hofgericht Gießen“ eingerichtet. Es war für normale bürgerliche Streitsachen Gericht der zweiten Instanz, für standesherrliche Familienrechtssachen und Kriminalfälle die erste Instanz. Übergeordnet war das Oberappellationsgericht Darmstadt. Die Rechtsprechung der ersten Instanz wurde durch die Ämter bzw. Standesherren vorgenommen. Somit war für Königsberg das „Amt Königsberg“ zuständig. Nach der Gründung des Großherzogtums Hessen 1806 wurde diese Funktion beibehalten, während die Aufgaben der ersten Instanz 1821 im Rahmen der Trennung von Rechtsprechung und Verwaltung auf die neu geschaffenen Land- bzw. Stadtgerichte übertragen wurden. „Stadtgericht Gießen“ war daher von 1821 bis 1866 die Bezeichnung für das erstinstanzliche Gericht, das für Königsberg zuständig war.
Nach der Abtretung des nordwestlichen Teils des Landkreises Gießen an Preußen infolge des Friedensvertrags vom 3. September 1866 zwischen dem Großherzogtum Hessen und dem Königreich Preußen wurde Königsberg vom Stadtgericht Gießen abgetrennt. Im Juni 1867 wurde die Gerichtsverfassung im vormaligen Herzogtum Nassau sowie den einst zum Großherzogtum Hessen gehörenden Gebietsteilen durch königliche Verordnung neu geregelt. Die bisherigen Gerichtsbehörden wurden aufgehoben und durch Amtsgerichte in erster, Kreisgerichte in zweiter und ein Appellationsgericht in dritter Instanz ersetzt. Im Zuge dessen erfolgte am 1. September 1867 die Umbenennung des bisherigen Landgerichts in Amtsgericht Gladenbach und die Zuordnung Königsbergs zu diesem Gericht. Die Gerichte der übergeordneten Instanzen waren das Kreisgericht Dillenburg und das Appellationsgericht Wiesbaden. Aufgrund des Gerichtsverfassungsgesetzes 1877 kam es mit Wirkung zum 1. Oktober 1879 zum Wechsel des Amtsgerichts in den Bezirk des neu errichteten Landgerichts Marburg. Mit dem Übergang Königsbergs in den Kreis Wetzlar 1932 kam es in den Bereich des Amtsgerichts Wetzlar.
Seit 1. August 1979 gehört die Gemeinde Biebertal mit Königsberg zum Bereich des Amtsgerichts Gießen.

### Bergbau
Jahrhundertelang wurde Königsberg vom Bergbau geprägt. Erzabbau im Bereich des Dünsbergs ist bereits für die vorgeschichtliche Zeit nachgewiesen. Der älteste Hinweis auf einen neuzeitlichen Eisenerzabbau in Königsberg findet sich in einem Dokument von 1519, in dem eine von Hans Plock aus Königsberg errichtete Eisenkaut erwähnt wird, deren Standort zwischen Hessen und Solms strittig war. Ab 1664 ist belegt, dass Eisenerz aus Königsberg auf dem Eisenhüttenwerk bei Biedenkopf (ab 1771 Ludwigshütte genannt) verschmolzen wurde.
Aus diesen Anfängen entwickelte sich in den folgenden Jahrhunderten eine hocheffiziente und produktive Montan-Infrastruktur, die bis in die 1960er Jahre Bestand hatte und qualitativ hochwertigste Erze lieferte. Am längsten war die südwestlich des Ortes gelegene Grube Königsberger Gemarkung in Betrieb. Nach einer vorübergehenden Stilllegung 1893 wurde die Erzförderung 1918 wieder aufgenommen und bis zur endgültigen Schließung im April 1949 fortgeführt. Eine 4,2 km lange Seilbahn beförderte die Erze von der Grube Königsberger Gemarkung zu einer Verladestelle im Kehlbachtal, wo sie in die Wagen der Biebertalbahn umgeladen wurden. Von den einst sehr umfangreichen Anlagen der Grube ist heute bis auf das alte Steigerhaus am südwestlichen Ortsrand nichts mehr erhalten.
Anfang der 1950er Jahre wurde dann östlich des Ortes eine bereits 1948 entdeckte Lagerstätte durch die Schachtanlage der Grube Königsberg aufgeschlossen, die bis 1963 in Betrieb war. Die von 1953–1957 in Klinkerbauweise errichteten Betriebsgebäude sind bis auf das Fördergerüst erhalten, dienten später zeitweise als Tierklinik und werden derzeit zu Wohnraum umgebaut.
Neben der alles dominierenden Eisenförderung gab es in Königsberg weitere Bergbauzweige. So bestand am Bleidenberg schon im 18. Jahrhundert ein Kupferbergwerk. Am Eberstein wurde, ebenfalls schon im 18. Jahrhundert, Kalk gebrannt. Auf der Karte des Großherzogtums Hessen aus der Zeit von 1823 bis 1850 ist zudem auch ein Kalkofen inmitten des heutigen Ortes, etwa im Einmündungsbereich der Schloßstraße in die Bergstraße, eingezeichnet. Am Altweiher gab es spätestens seit dem 19. Jahrhundert eine kleine Dachschiefergrube (Schieferkaut), die Anfang 1949 geschlossen wurde. Ebenfalls auf das 19. Jahrhundert zurück geht der Phosphorittagebau auf der Moritzburg.
Dementsprechend fanden viele Einwohner des Ortes im Bergbau eine Beschäftigung. Daneben war die Landwirtschaft das zweite Standbein der meisten Familien, sodass die Männer zumeist Bauer und Bergmann zugleich waren.

### Frühere Infrastruktur
Vor allem Frauen und Mädchen verdienten sich eine Zeitlang ein Zubrot mit Arbeiten in der Zigarrenfabrik der Heuchelheimer Firma Rinn & Cloos, die zwischen 1907 und 1974 eine Niederlassung in Königsberg betrieb. Das Fabrikgebäude wurde nach der Stilllegung 1975 von der Gemeinde Biebertal erworben und zu einer Mehrzweckhalle umgebaut.
Zur früheren Infrastruktur des Ortes gehörte auch ein Brauhaus beim Klingeler Weiher. Es wurde als so wichtig angesehen, dass es nach seiner Zerstörung im Dreißigjährigen Krieg mit als erstes wieder aufgebaut wurde und bis Mitte des 19. Jahrhunderts in Betrieb blieb.
Zu den ältesten Gebäuden Königsbergs zählt das Pfarrhaus, das nach der Zerstörung von 1647 wieder aufgebaut wurde und später auch als Backhaus und Rathaus diente. Neben dem alten Rathaus liegt die Weet, ein Löschwasserbassin, an dem die Freiwillige Feuerwehr heute alljährlich ihr traditionelles Pfingstspritzen veranstaltet. Es erinnert daran, dass am Pfingstdienstag früher die 18-Jährigen neu in die Pflichtfeuerwehr aufgenommen und die länger dienenden oder frisch verheirateten Männer aus der Wehr entlassen wurden.
Das Rathaus diente zeitweise auch als Schulraum, vermutlich dann, wenn das eigentliche Schulhaus in der heutigen Schloßstraße 37 für die Schülerzahl zu klein war. Ein neues Schulhaus wurde 1913 im Hofgarten errichtet und 1914 seiner Bestimmung übergeben. Das zeittypische Gebäude erhielt 1962/63 unter dem damaligen Hauptlehrer Wilhelm Zimmermann noch einen Anbau nach Nordosten. 1966 wurde die Schule geschlossen. Seit 1986 beherbergt das einstige Schulhaus den Kindergarten.
1910 ersetzte der Bau einer Wasserleitung die bis dahin benutzten Röhrenbrunnen.
1932 wurde im Ort auch eine kleine Turnhalle fertiggestellt, die 1977 wieder abgerissen wurde.
Der Friedhof lag früher um die Kirche. Im 17. Jahrhundert wurde er an den Rand des Ortes, beim heutigen Kindergarten, verlegt. Nach einer Erweiterung im Jahre 1862 wurde er 1919 geschlossen und im selben Jahr der heutige Friedhof eingeweiht.

### Höfe und Mühlen außerhalb der Ortslage
Bubenrod
Forst- und landwirtschaftlicher Hof südlich von Königsberg mit Stallungen und Pferdeweiden. Der von Wäldern umgebene Hof geht auf das Mittelalter zurück. Das Gut muss einst wehrhaften Charakter gehabt haben. So werden in einer Beschreibung von 1845 noch das Vorhandensein von Mauerresten sowie eines Turms erwähnt. Jahreszahlen am Hauptgebäude weisen auf eine Bautätigkeit in den Jahren 1555 und 1638 hin. Im 16. Jahrhundert war es im Besitz Johanns v. Buseck, genannt Mönch. Danach kam es zu vielen Eigentümerwechseln (Familien von Buseck, von Lesch, von Heidwolf und von Zwierlein). Letztere verkauften es an Christian Schwarzentraub. Die mennonitische Familie Schwarzentraub, die ab 1798 auf dem Hof ansässig war, war lange prägend. Hiervon zeugt auch noch der bei Bubenrod gelegene Familienfriedhof der Schwarzentraubs.
Strupbach
Östlich von Königsberg liegt in einem Talgrund unterhalb der ehemaligen Grube Königsberg der Hof Strupbach, der bereits im späten Mittelalter urkundlich erwähnt wird und im ältesten Teil noch auffallend starkes Mauerwerk aufweist. Gegründet wurde er wohl von Bubenrod aus. Im 19. Jahrhundert diente der Hof einige Jahre als Oberförsterei. Später wurden zwei Wohnungen von Steigern und ihren Familien bewohnt, die auf der Grube beschäftigt waren. Die heutige, um 1800 entstandene Hofanlage mit klassizistischem, traufseitig zum Hof gelegenem, komplett verschiefertem Wohnhaus mit Halbwalmdach und zentraler Eingangstür, die über eine kleine Freitreppe erreichbar ist, sowie die seitlich des Wohnhauses aneinandergereihten, unter einem Dach zusammengefassten, im Obergeschoss verschieferten Nebengebäude mit Gesindestuben, Pferdestall und Backhaus gehören ebenso zum Bestand, wie die gegenüber dem Wohnhaus stehende, dessen Proportionen aufgreifende Fachwerkscheune, der Laufbrunnen und die in Teilen erhaltene Hofpflasterung. Der Hof ist aus geschichtlichen Gründen als Sachgesamtheit schützenswert und in der Liste der Kulturdenkmäler Biebertals aufgeführt.
Moritzburg
Landwirtschaftliches Gehöft westlich von Königsberg. Der Ursprung der Moritzburg geht auf den Weilburger Bergbauunternehmer Heinrich Moritz zurück, der hier Land erwarb und ab 1870 einen umfangreichen Phosphorit-Bergbau betrieb. Der Tagebau befand sich beidseitig des Weges zur Moritzburg. 1885 wurde der Abbau eingestellt und Moritz verkaufte das Areal samt den Betriebsgebäuden an einen Engländer. Als sich dessen Erwartungen nicht erfüllten, verkaufte er es dem Steiger und Betriebsführer Heinrich Schmidt, der nach weiteren erfolglosen Abbau-Bemühungen mit der landwirtschaftlichen Nutzung des Geländes begann. Aus den früheren Betriebsgebäuden entstanden die Wirtschaftsgebäude des Hofes. Das Wohnhaus wurde in den 1870er Jahren gebaut. 1907 erwarb der Königsberger Landwirt Karl Schupp die Moritzburg mit 53 Morgen Land, die dann an seinen Schwiegersohn Gustav Walch überging, der von 1956–1960 auch Bürgermeister von Königsberg war.
Obermühle
Ehemalige Mühle mit stattlichem Hauptgebäude von 1747. Sie wird erstmals im Königsberger Salbuch von 1468 erwähnt. Sie war die oberste von insgesamt zwölf über einen längeren Zeitraum betriebenen Mühlen im Biebertal. Nur die sogenannte Ebersteinmühle, die nur einen Büchsenschuss entfernt stand, lag noch weiter bachaufwärts, doch hatte diese nur kurze Zeit Bestand. Die Obermühle ist das Geburtshaus des berühmten Kupferstechers Johann Georg Wille. Der Mühlenbetrieb wurde im letzten Jahrhundert eingestellt.
Lindenhöfe
Landwirtschaftlich genutzte Höfe in einem Tal nördlich von Königsberg, die nach dem Zweiten Weltkrieg entstanden sind.
Wochenendgebiet
Wochenendhäuser südöstlich von Königsberg.
In der Gemarkung liegen zudem die Ortswüstungen Atzenhausen, Eberstein, Etzbach und Ehringshausen sowie die Wüstungen der abgegangenen Ebersteinmühle und der Ottermühle.
Desgleichen stehen als weithin sichtbare Landmarken der Fernmeldeturm sowie der benachbarte Aussichtsturm auf dem Dünsberg auf dem Gebiet der Gemarkung Königsberg.

## Bevölkerung

### Einwohnerstruktur 2011
Nach den Erhebungen des Zensus 2011 lebten am Stichtag dem 9. Mai 2011 in Königsberg 843 Einwohner. Darunter waren 18 (2,1 %) Ausländer. Nach dem Lebensalter waren 120 Einwohner unter 18 Jahren, 254 zwischen 18 und 49, 198 zwischen 50 und 64 und 174 Einwohner waren älter. Die Einwohner lebten in 284 Haushalten. Davon waren 123 Singlehaushalte, 117 Paare ohne Kinder und 111 Paare mit Kindern, sowie 21 Alleinerziehende und 12 Wohngemeinschaften. In 75 Haushalten lebten ausschließlich Senioren und in 258 Haushaltungen lebten keine Senioren.

### Einwohnerentwicklung
| Quelle: Historisches Ortslexikon |                          |
| • 1577:                          | 26 Haushaltungen         |
| • 1629:                          | 40 Haushaltungen         |
| • 1742:                          | 73 Haushaltungen         |
| • 1791:                          | 458 Einwohner            |
| • 1800:                          | 465 Einwohner            |
| • 1806:                          | 371 Einwohner, 80 Häuser |
| • 1829:                          | 475 Einwohner, 86 Häuser |

| Königsberg: Einwohnerzahlen von 1791 bis 2011 | Königsberg: Einwohnerzahlen von 1791 bis 2011 | Königsberg: Einwohnerzahlen von 1791 bis 2011 | Königsberg: Einwohnerzahlen von 1791 bis 2011 | Königsberg: Einwohnerzahlen von 1791 bis 2011 |
| --- | --------------------------------------------- | --------------------------------------------- | --------------------------------------------- | --------------------------------------------- |
| Jahr |                                               |                                               |                                               | Einwohner                                     |
| 1791 | 1791                                          |                                               | 458                                           | 458                                           |
| 1800 | 1800                                          |                                               | 465                                           | 465                                           |
| 1806 | 1806                                          |                                               | 371                                           | 371                                           |
| 1829 | 1829                                          |                                               | 475                                           | 475                                           |
| 1834 | 1834                                          |                                               | 452                                           | 452                                           |
| 1840 | 1840                                          |                                               | 468                                           | 468                                           |
| 1846 | 1846                                          |                                               | 493                                           | 493                                           |
| 1852 | 1852                                          |                                               | 457                                           | 457                                           |
| 1858 | 1858                                          |                                               | 557                                           | 557                                           |
| 1864 | 1864                                          |                                               | 534                                           | 534                                           |
| 1871 | 1871                                          |                                               | 510                                           | 510                                           |
| 1875 | 1875                                          |                                               | 488                                           | 488                                           |
| 1885 | 1885                                          |                                               | 517                                           | 517                                           |
| 1895 | 1895                                          |                                               | 502                                           | 502                                           |
| 1905 | 1905                                          |                                               | 506                                           | 506                                           |
| 1910 | 1910                                          |                                               | 510                                           | 510                                           |
| 1925 | 1925                                          |                                               | 581                                           | 581                                           |
| 1939 | 1939                                          |                                               | 490                                           | 490                                           |
| 1946 | 1946                                          |                                               | 675                                           | 675                                           |
| 1950 | 1950                                          |                                               | 635                                           | 635                                           |
| 1956 | 1956                                          |                                               | 611                                           | 611                                           |
| 1961 | 1961                                          |                                               | 667                                           | 667                                           |
| 1967 | 1967                                          |                                               | 714                                           | 714                                           |
| 1970 | 1970                                          |                                               | 711                                           | 711                                           |
| 2011 | 2011                                          |                                               | 843                                           | 843                                           |
| Datenquelle: Historisches Gemeindeverzeichnis für Hessen: Die Bevölkerung der Gemeinden 1834 bis 1967. Wiesbaden: Hessisches Statistisches Landesamt, 1968. Weitere Quellen: LAGIS; Zensus 2011 |                                               |                                               |                                               |                                               |

### Historische Religionszugehörigkeit
| • 1885: | 510 evangelische, ein katholischer, 6 andere Christen              |
| • 1961: | 512 evangelische (= 76,76 %), 93 katholische (= 13,94 %) Einwohner |

## Verkehr
Durch den Ort führt die Landesstraße 3474. Den öffentlichen Personennahverkehr betreibt der Rhein-Main-Verkehrsverbund (RMV).

## Persönlichkeiten
- Friedrich Daab (1870–1945), deutscher lutherischer Pfarrer, Publizist
- Franz Köster (1806–1870), deutscher Richter und Abgeordneter
- Philipp Balthasar Sinold, genannt von Schütz (1657–1742), deutscher Journalist, Schriftsteller und Übersetzer
- Heinrich Andreas Walther (1696–1748), evangelisch-lutherischer Theologe, Pfarrer und Pädagoge
- Johann Georg Wille (1715–1808), deutscher Kupferstecher und Bilderhändler in Paris